# 米里亚娜·久里察
米里亚娜·久里察（1961年3月11日—），塞尔维亚女子手球运动员。她曾代表南斯拉夫参加1980年、1984年和1988年夏季奥林匹克运动会手球比赛，获得一枚金牌和一枚银牌。